# Starica
Starica (ros. Старица) – miasto położone w zachodniej Rosji na terenie obwodu twerskiego, centrum administracyjne rejonu starickiego, 77 km na południowy zachód od Tweru.

## Położenie
Starica znajduje się nad rzeką Wołgą (przystań rzeczna) i 12 km od stacji kolejowej o tej samej nazwie.

## Historia
W 1297 założony został Gorodok na Starice (rus. Городок на Старице), przeniesiony w 1365 z prawego brzegu na lewy brzeg Wołgi pod nową nazwą Nowyj Gorodok (rus. Новый городок). Od końca XIV w pod nazwą Starica, co oznacza Starorzecze.
W 1485 wraz z całym księstwem twerskim wcielone do Wielkiego Księstwa Moskiewskiego i rozpoczął się złoty okres w dziejach miasta. W XV w. księstwem rządził Andrzej ze Staricy, syn Iwana III Srogiego, a po nim jego syn Włodzimierz ze Staricy. Jako że car Iwan IV Groźny nie miał dzieci, bojarzy uznali za jedynego spadkobiercę właśnie Włodzimierza. Car podejrzewając knucie przeciw sobie, zmusił Włodzimierza wraz z rodziną do zażycia trucizny. Bogactwo Staricy za rządów Włodzimierza najlepiej widoczne jest w miejscowym monastyrze.
W czasie wojny z Moskwą w 1581 dotarły tu podjazdy hetmana Krzysztofa Radziwiłła, wzbudzając niepokój przebywającego tu cara Iwana IV Groźnego.
Od 1775 ośrodek władzy administracyjnej (tzw. ujezd, jeden z rejonów administracyjnych w guberni). W XVIII-XIX w powstała tu przystań rzeczna na szlaku handlowym do Petersburga. W latach 1941–1942 pod okupacją niemiecką.

## Miasto

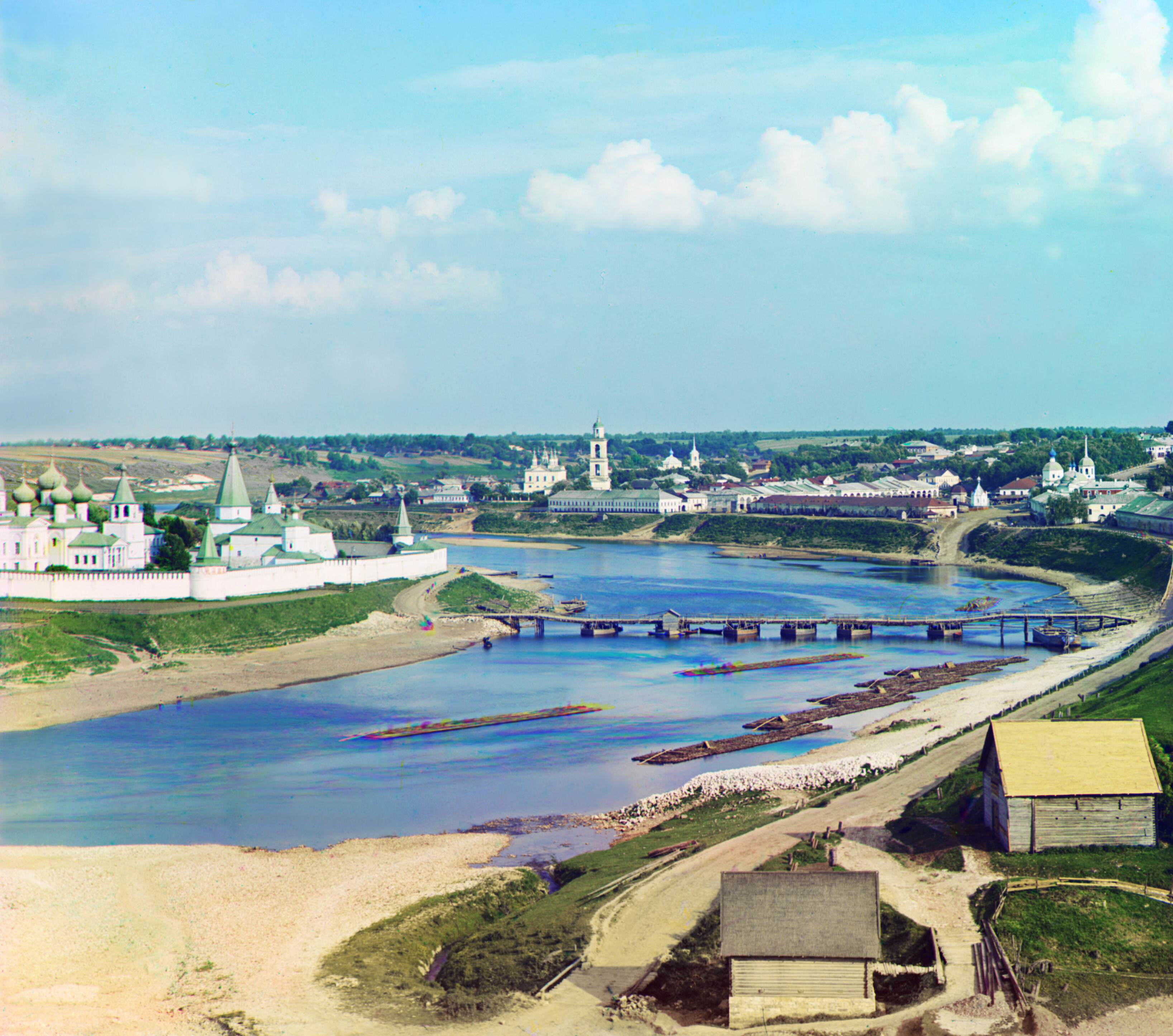
Widok Staricy w 1912

Miasto Starica dzieli się na część większą lewobrzeżną (miejska) i prawobrzeżną (moskiewska). W rejonie miasta znajduje się dużo opuszczonych kamieniołomów wapienia i wiele budynków w mieście wzniesionych jest z tego kamienia. W Prawobrzeżnej części miasta widoczne jest miejsce starej lokalizacji miasta - kopiec otoczony wyraźnymi wałami.
Po przeciwnej stronie rzeki znajduje się monaster Zaśnięcia Matki Bożej z soborem z 1530 zbudowanym z wapienia refektarzem z 1570 nakrytym dachem namiotowym.
Jest tu też kilka cerkwi z XVIII-XIX wieku. W latach 1805–1820 wzniesiono miejski sobór św. Borysa i Gleba w stylu neoklasycystycznym, w miejscu starszego z 1560 (bliźniaczego z soborem Wasyla Błogosławionego w Moskwie i wzniesionego przez tych samych budowniczych).
Wokół miasta istnieje wiele opuszczonych wyrobisk wapienia, ciągnących się pod ziemią do 5 km długości. Tworzą one sieć korytarzy i pozbawione opieki niszczeją. Trwają zabiegi o wpisanie ich na listę narodowego dziedzictwa.